# Armand Roelants

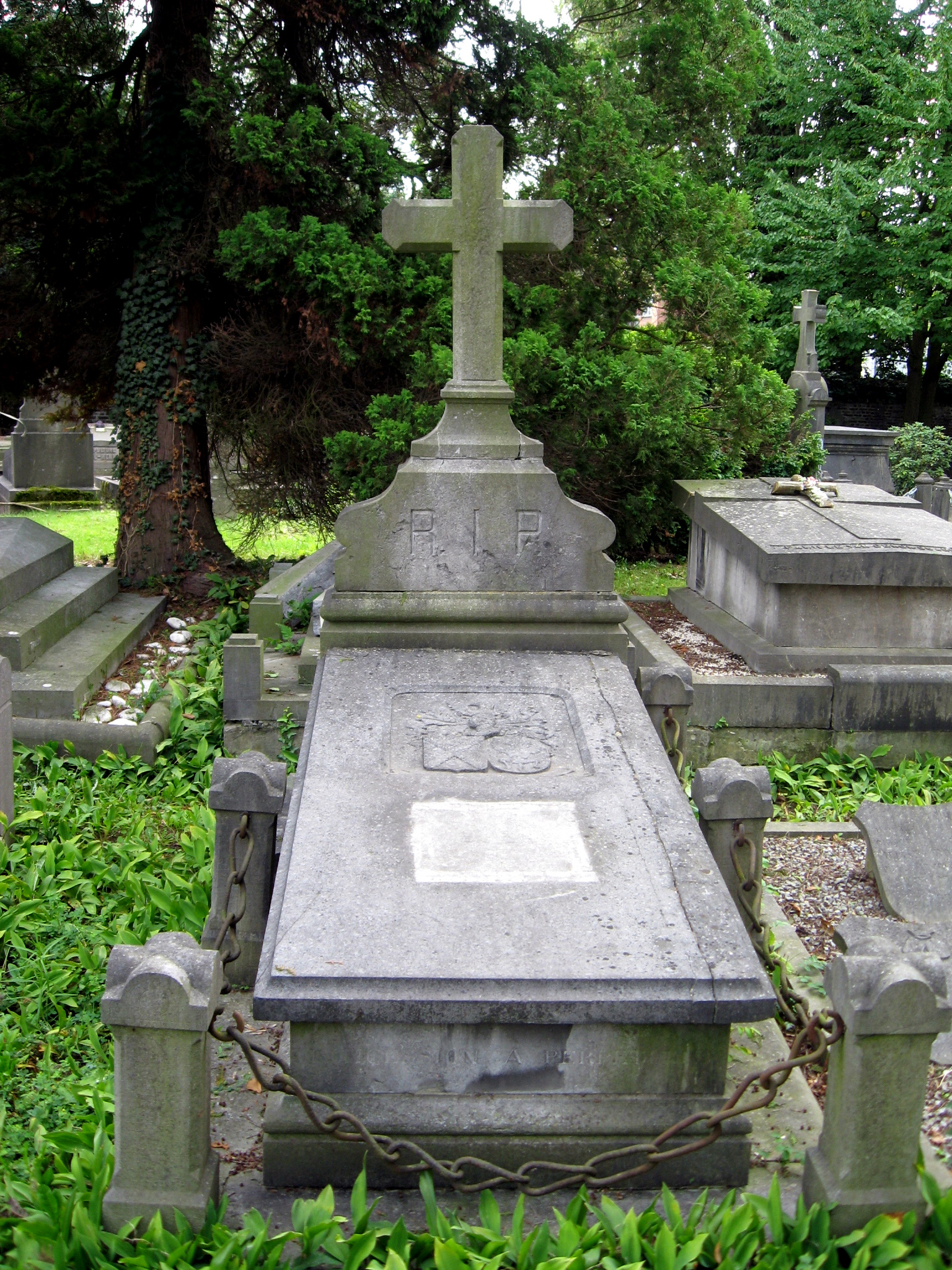
Grafmonument van Armand Roelants op het Oud Kerkhof van Hasselt.

Lambertus Maria Lucianus Armandus ("Armand") Roelants (Hasselt, 7 januari 1835 - aldaar, 19 mei 1915) was een Belgisch ambtenaar en politicus voor de Katholieke Partij. Van 1872 tot 1875 was hij burgemeester van Hasselt.

## Afkomst en familie
De familie Roelants was afkomstig uit Sint-Truiden. Het was Pieter Roelants (1586-?) die zich in 1632 als lakenverver vestigde in Hasselt. Pieter-Arnold Roelants (1672-1745) bekleedde in 1718 als eerste lid van de familie het burgemeestersambt. Ook diens oudste zoon Willem-Arnold (1710-1762) was burgemeester tussen 1750 en 1761. Via de jongere broer van Willem-Arnold, Jacob Roelants (1726-1800), groeide de familie uit tot een van de meest vermogende families van de stad.
De kleinzoon van Jacob, Amand Roelants (1803-1870), werd de stamvader van drie familietakken die in de twintigste eeuw in de adel verheven werden. Armand Roelants was de tweede zoon van Amand.
In de eerste tak werd Jules Roelants (1906-1986) in 1953 in de erfelijke adelstand verheven en de familie mocht op dat moment de naam de Stappers aan haar achternaam toevoegen. In de derde tak mocht Armand Roelants (1889-1974) in 1938 de achternaam van zijn moeder du Vivier aan zijn achternaam toevoegen en hij werd in 1958 in de erfelijke adelstand verheven. Zij waren door erfenis eigenaar geworden van het domein Alden Biesen.
Armand Roelants behoorde dus tot de tweede tak Roelants. Hij huwde in 1859 met Joséphine Wagemakers, een kleindochter van advocaat Willem Wagemakers waarvan ze het huis Sprengel op de hoek van de Walputstraat en het Groenplein erfden. Het gezin zou er ruim 50 jaar wonen. Ze kregen een tweeling, William (1862-1938), die in augustus 1930 in de adelstand werd verheven en Marie (1862-1933), die huwde met de latere burgemeester Ferdinand Portmans.

## Loopbaan
Roelants werd katholiek gemeenteraadslid in zijn geboortestad. In 1868 werd hij schepen in het katholiek-liberale college onder leiding van de gematigd liberale burgemeester Clement Vanderstraeten. Vanaf 1870 bouwde Jules Nagels de katholieke partijorganisatie in Hasselt verder uit waardoor zij bij de gemeenteraadsverkiezingen van 1872 alle dertien zetels konden veroverden en het volledige schepencollege in handen kregen. Roelants volgde Vanderstraeten op als burgemeester.
Onder zijn burgemeesterschap werden de tegenstellingen tussen katholieken en liberalen scherper. In 1874 huldigde Roelants een nieuwe gemeenteschool in op de Guffenslaan. Bij de gemeenteraadsverkiezingen van 1875 stelde hij zich geen kandidaat meer en werd benoemd tot provinciegriffier. Uittredend schepen Nagels volgde hem op als burgemeester. Later werd Roelants nog verkozen in de provincieraad waarin hij tot bestendig gedeputeerde verkozen werd.
Roelants ligt begraven op het Oud Kerkhof van Hasselt.